# 樫村寛一

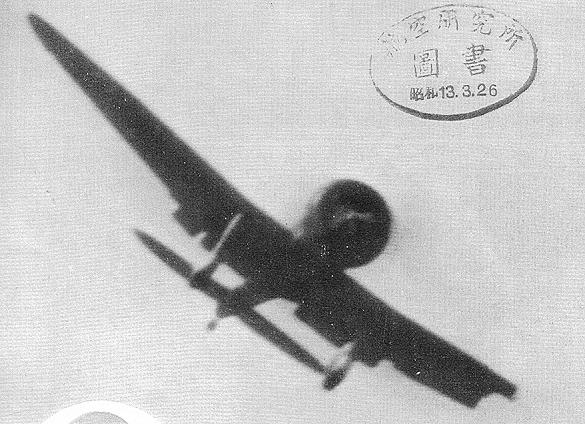
片翼で南京に帰還した樫村機

樫村 寛一（かしむら かんいち、1913年（大正2年）7月5日 - 1943年（昭和18年）3月6日）は、日本海軍の戦闘機操縦士、最終階級は、海軍少尉。「片翼帰還の英雄」として知られる。

## 人物
香川県善通寺町に生まれた。丸亀中学卒業後、1933年5月、佐世保海兵団入団。1934年（昭和9年）2月に第24期操縦練習生に入隊し、7月に卒業する。日中戦争開始後は第十三航空隊に所属し、上海・南京と転戦した。
1937年12月9日、九六式艦上戦闘機で南昌攻撃の際、中国軍機と接触して左翼の1/3以上を失ったが、600km以上操縦を続けて南京基地に帰還した。帰還の様子は基地に滞在していた従軍報道員によって撮影された。日本国内の新聞やニュース映画で「片翼帰還の樫村」として広く報道され日中戦争の英雄となった。報道では敵機2機のうち、1機を撃墜後残る1機に体当たりしたとされたが、当時樫村の後方を飛んでいた田中國義によれば「新聞報道では1機撃墜したあと体当たりしたようになっているが、本当は空戦のはじめに避けきれずにぶつかった。当時のことだから、戦意高揚のために話に尾ひれをつけたのだろう。」と回想している。破損した九六艦戦は東京に運ばれ、終戦時まで公開展示されていた。この戦功により樫村は、下士官としては異例の功五級金鵄勲章を受けた。
太平洋戦争開戦時は横須賀海軍航空隊所属。ここでは、丸亀中学の後輩であり、後に撃墜王として太平洋戦争を生き抜いた宮崎勇を、列機として厳しく鍛え上げた。ドーリットル空襲の際には邀撃にあがりB-25を視認したが、事前情報からこれを味方機と誤認して見逃した。1942年12月、五八二航空隊に配属となりラバウルに進出した。ラバウルでの樫村は戦闘機隊隊員に対し鉄拳を含む厳しい姿勢で指導訓練しており、隊員たちからは煙たがられていた。
1943年3月6日にルッセル島上空でF4Fと交戦し戦死した。存命時の階級は海軍飛行兵曹長、戦死認定後海軍少尉に進級した。日中戦争以来の撃墜機数は10機。